# Alain Gérard (écrivain 1950-2016)
Pour les articles homonymes, voir Alain Gérard et Gérard.
Alain Gérard, né le 27 juillet 1950 à Cotignac et mort le 5 février 2016 à La Londe-les-Maures, est un écrivain français membre de la Société des gens de lettres.
Il fut grand prix littéraire de Provence pour La Dame de Sault.

## Œuvres
- Hommes et Femmes célèbres du Var, Bonetton, 1995 (ISBN 978-2862531717)
- Par le feu : l'affaire Gaufridy, Autres temps, 1996 p. (ISBN 2-908805-96-0)
- Sur les pas des écrivains de Provence, Alexandrines
- Le Diable les emporte : L'affaire Girard-Cadière, Horvath, 1996 (ISBN 978-2-7171-0857-6), p. 223
- Entre-deux, CLC, 2005 (ISBN 9782846590372)
- La Dame de Sault, CLC, 2010, 230 p. (ISBN 978-2-84659-067-9)
- Le Midi de Daudet, Edisud, 2013 (ISBN 978-2744909818)